# Tossina di Shiga
La tossina di Shiga (da Kiyoshi Shiga che identificò un batterio appartenente al genere Shigella nel 1898) è un'esotossina prodotta da Shigella dysenteriae tipo 1 ed agisce inibendo la sintesi proteica cellulare; essa, come tutte le Vero-tossine, presenta una struttura molecolare costituita da due subunità: A e B5 (un pentamero). Attraverso l'oligomero B si lega ad un globoside (Gb3) di membrana e viene introdotta nel citoplasma della cellula infettata (per endocitosi mediata dal recettore), dopodiché il frammento A1 della subunità A, grazie alla sua attività catalitica N-glicosidasica, rimuove un residuo di adenina dal rRNA 28S (della subunità ribosomica maggiore) impedendo in tal modo il legame dell'aminoacil-tRNA al sito A del ribosoma provocando in definitiva un blocco della sintesi proteica.